# Christopher Foreman
Chris Foreman, född 8 augusti 1956, är en engelsk musiker, mest känd som medlem i ska/popbandet Madness.
Foreman lärde sig tidigt att spela gitarr av sin far. 1976 startade han tillsammans med pianisten Michael Barson och saxofonisten Lee Thompson bandet The North London Invaders, som 1979 bytte namn till Madness.
Några av hans mest kända låtar är Baggy Trousers från 1980 och Our House från 1982. För den senare belönades han och textförfattaren Carl Smyth med Ivor Novello Awards.
Efter att Madness splittrats 1986 startade han först The Madness tillsammans med de tidigare Madnessmedlemmarna Graham McPherson, Carl Smyth och Lee Thompson, och efter det startade han bandet Crunch med bara Lee Thompson.
På Madness comebackalbum Wonderful som kom 1999 skrev han dock inte en enda låt, utom en b-sida till en av singlarna från albumet.